# Vierge à l'Enfant (Bellini, Ajaccio)
Vierge à l'Enfant est un tableau du peintre italien Giovanni Bellini réalisé vers 1475. Cette tempera sur bois est une Madone qui représente Marie et l'Enfant Jésus sur un fond d'or résultant vraisemblablement d'un remaniement au XIXe siècle. Conservée au musée Fesch, à Ajaccio, en France, elle a été volée avec trois autres peintures en février 2011 avant d'être retrouvée en mai 2016.